# 교통박물관 목록
교통박물관은 교통에 관한 물건들을 수집해놓은 박물관으로, 일반적으로는 자동차, 기차, 트램, 버스, 트롤버스 등의 육로 교통에만 종종 국한되지만 기타 오래된 운송 물건들과 교육 디스플레이와 더불어 항공, 해운 등의 항목도 포함될 수 있다.
- 삼성화재교통박물관: 경기도 용인시 처인구 포곡읍 유운리 에버랜드 리조트 내에 삼성화재가 1998년 5월 개관한 박물관
- 런던 교통 박물관: 잉글랜드 런던에 있는 교통 박물관
- 뉴욕 교통박물관: 폐지된 구 법원 스트리트 (Court Street) 역을 개조하여 만든 뉴욕 지하철, 버스, 철도, 교량 및 터널의 구조나 역사를 소개하는 박물관
- 오스트레일리아 국립 해양 박물관: 시드니, 뉴사우스웨일스주
- 앨버타 철도 박물관: 에드먼턴, 앨버타주 –[2]
- 캐나다 철도박물관
- 중국철도박물관: 베이징시
- 상하이 북역: 상하이시
- 덴마크 철도박물관: 오덴세 –[3]
- 바이킹 배 박물관 (로스킬레): 로스킬레
- 핀란드 철도박물관, 휘빙캐[4]
- 뮐루즈 기차 박물관 : 철도 박물관
- 독일 해양 박물관 - 브레머하펜
- 페라리 박물관 - 마라넬로
- 히로시마 시 교통과학관 - 히로시마시 – 트램[5]
- 철도박물관: 일본 사이타마시
- 리니어·철도관: 나고야시
- 우스이고개 철도문화마을: 안나카시
- 노르웨이 철도박물관: 하마르,  보관됨 2016-09-18 - 웨이백 머신
- 바이킹 배 박물관 (오슬로): 오슬로 http://www.ukm.uio.no/vikingskipshuset/index_eng.html
- 스티븐 F. 우드바 헤이지 센터
- 미국 국립 철도박물관: 그린베이
- 국립항공우주박물관 (스미스소니언): 워싱턴 D.C.
- 국립해양박물관 (영국), 그리니치
- 영국 국립 철도박물관, 요크

## 같이 보기
- 철도박물관 목록